# 犬夜叉 ベストソング ヒストリー
- 犬夜叉
  - 犬夜叉 (アニメ) > 犬夜叉 ベストソング ヒストリー
  - 犬夜叉 完結篇 > 犬夜叉 ベストソング ヒストリー

『犬夜叉 ベストソング ヒストリー』（いぬやしゃ ベストソング ヒストリー）は、2010年3月24日に発売されたアニメ『犬夜叉』の主題歌を集めたコンピレーション・アルバムである。発売元はavex mode。

## 概要
読売テレビ制作・日本テレビ系列で放送されていた、高橋留美子原作のテレビアニメ『犬夜叉』『犬夜叉 完結編』および劇場版で使用された全主題歌を収録。
ジャケットイラストの犬夜叉とかごめは原作者・高橋留美子の新規描き下ろし。
初回限定盤（CD+DVD）、通常盤（CD）の2形態でリリースされた。
初回限定版にはジャケットイラスト入りの三方背BOX、ジャケットステッカーが付属し、DVDには全OP・EDのノンクレジット映像と、完結編のトレーラー映像を収録。

## 収録曲

### DISC1
『犬夜叉(無印)』の全主題歌・挿入歌を収録。
1. CHANGE THE WORLD/ V6
  - 作詞：松本理恵 作曲：渡辺未来 編曲：上野圭市
2. My will / dream
  - 作詞：松室麻衣 作曲：y@suo ohtani 編曲：菊地圭介
3. 深い森 / Do As Infinity
  - 作詞・作曲：D・A・I 編曲：D・A・I、亀田誠治
4. I am / hitomi
  - 作詞：hitomi 作曲：北野正人 作曲：渡辺善太郎
5. Dearest / 浜崎あゆみ
  - 作詞：浜崎あゆみ 作曲：CREA、D・A・I 編曲：Naoto Suzuki
6. Every Heart -ミンナノキモチ- / BoA
  - 作詞：渡辺なつみ 作曲：BOUNCEBACK 編曲：h-wonder、旭純
7. 終わりない夢 / 相川七瀬
  - 作詞：相川七瀬 作曲：柴崎浩 編曲：KANAME
8. 真実の詩 / Do As Infinity
  - 作詞・作曲：D・A・I 編曲：D・A・I、亀田誠治
9. Grip! / Every Little Thing
  - 作詞：持田香織 作曲：原一博 編曲：H∧L
10. イタズラなKISS / day after tomorrow
  - 作詞：misono 作曲：Masato Kitano / 編曲：Mitsuru Igarashi、day after tomorrow
11. 卒業 〜さよならは明日のために〜 (ONE VERSION) / タッキー&翼
  - 作詞：Kenn Kato 作曲：Ryoki Matsumoto  編曲：和田薫
12. One Day, One Dream / タッキー&翼
  - 作詞：Hideyuki Obata 作曲：Kei Yoshikawa 編曲：CHOKKAKU
13. Come / 安室奈美恵
  - 作詞・作曲：Kask Mansson Cunnah 訳詞：Yuriko Mori 編曲：Cobra Endo
14. ANGELUS -アンジェラス- / 島谷ひとみ
  - 作詞：BOUNCEBACK 作曲：BULGE 編曲：Yasuaki Maeshima
15. Brand-New World / V6

作詞：MIZUE 作曲：Hiroh Oyagi 編曲：Masaki Iehara

### DISC2
『犬夜叉 完結編』の全主題歌、BGM及び劇場版の主題歌・挿入歌を収録。
1. 君がいない未来 / Do As Infinity
  - 作詞：Kyasu Morizuki、Tomiko Van、Kano Inoue 作曲：Katsumi Ohnishi 編曲 ：Seiji Kameda
2. With you / AAA
  - 作詞：Leonn 作曲：Mitsuru Igarashi 編曲：ats-
3. Diamond / alan
  - 作詞：Shoko Fujibayashi 作曲：Kazuhito Kikuchi /編曲：ats-
4. 遠い道の先で / 武川アイ
  - 作詞・作曲：武川アイ 編曲：Jun Sato
5. 最終話サブタイトル
6. 奈落の死
7. 終わりなき闘い
8. 犬夜叉の想い
9. 四魂の玉の最後
10. 三年後
11. 星空の下
12. 明日へ
13. 犬夜叉伝
  - 作曲・編曲：和田薫
14. no more words / 浜崎あゆみ
  - 作詞：浜崎あゆみ 作曲：CREA、D・A・I  編曲：Naoto Suzuki、tasuku
15. ゆらゆら / Every Little Thing
  - 作詞：持田香織 作曲：Kunio Tago 編曲：大谷靖夫、中尾昌文、伊藤一朗
16. 愛の謳 / Every Little Thing
  - 作詞：持田香織 作曲：Kunio Tago 編曲：村田昭
17. Four Seasons / 安室奈美恵
  - 作詞：JUSME  作曲・編曲：MONK
18. 楽園 / Do As Infinity
  - 作詞：Ryo Owatari 作曲：D・A・I 編曲：D・A・I、Seiji Kameda

### DVD（初回限定版）
1. V6『CHANGE THE WORLD』
2. dream『My will』
3. Do As Infinity『深い森』
4. hitomi『I am』
5. 浜崎あゆみ『Dearest』
6. BoA『Every Heart -ミンナノキモチ-』
7. 相川七瀬『終わりない夢』
8. Do As Infinity『真実の詩』
9. Every Little Thing『Grip!』
10. day after tomorrow『イタズラなKISS』
11. タッキー＆翼『One Day, One Dream』
12. 安室奈美恵『Come』
13. 島谷ひとみ『ANGELUS−アンジェラス−』
14. V6『Brand-New World』
15. Do As Infinity『君がいない未来』
16. AAA『With you』
17. alan『Diamond』
18. 武川アイ『遠い道の先で』
19. 『犬夜叉 完結編』トレーラー映像